# Mabank
Mabank é uma cidade  localizada no estado norte-americano do Texas, no Condado de Henderson e Condado de Kaufman.

## Demografia
Segundo o censo norte-americano de 2000, a sua população era de 2151 habitantes.
Em 2006, foi estimada uma população de 2821, um aumento de 670 (31.1%).

## Geografia
De acordo com o United States Census Bureau tem uma área de
7,8 km², dos quais 7,7 km² cobertos por terra e 0,1 km² cobertos por água. Mabank localiza-se a aproximadamente 112 m acima do nível do mar.

## Localidades na vizinhança
O diagrama seguinte representa as localidades num raio de 12 km ao redor de Mabank.